# Liste der Bodendenkmale in Kümmernitztal
In der Liste der Bodendenkmale in Kümmernitztal sind alle Bodendenkmale der brandenburgischen Gemeinde Kümmernitztal und ihrer Ortsteile aufgelistet. Grundlage ist die Veröffentlichung der Landesdenkmalliste mit dem Stand vom 31. Dezember 2020.
Die Baudenkmale sind in der Liste der Baudenkmale in Kümmernitztal aufgeführt.

## Bodendenkmale
| Gemarkung     | Flur | Kurzansprache                                                           | Bodendenkmalnummer | Bemerkung | Bild |
| ------------- | ---- | ----------------------------------------------------------------------- | ------------------ | --------- | ---- |
| Buckow (Lage) | 1, 2 | Dorfkern deutsches Mittelalter, Dorfkern Neuzeit                        | 111668             |           |      |
| Grabow (Lage) | 2    | Dorfkern deutsches Mittelalter, Gräberfeld Bronzezeit, Dorfkern Neuzeit | 111667             |           |      |